# Bompensiere

Localització de Bompensiere

Bompensiere (sicilià Naduri) és un municipi italià, dins de la província de Caltanissetta. L'any 2007 tenia 676 habitants. Limita amb els municipis de Milena, Montedoro, Mussomeli, Racalmuto (AG) i Sutera.

## Administració
| Període | Identitat                    | Partit        |
| ------- | ---------------------------- | ------------- |
| 2007-   | Salvatore Gioacchino Losardo | Llista cívica |